# Lago Kivu

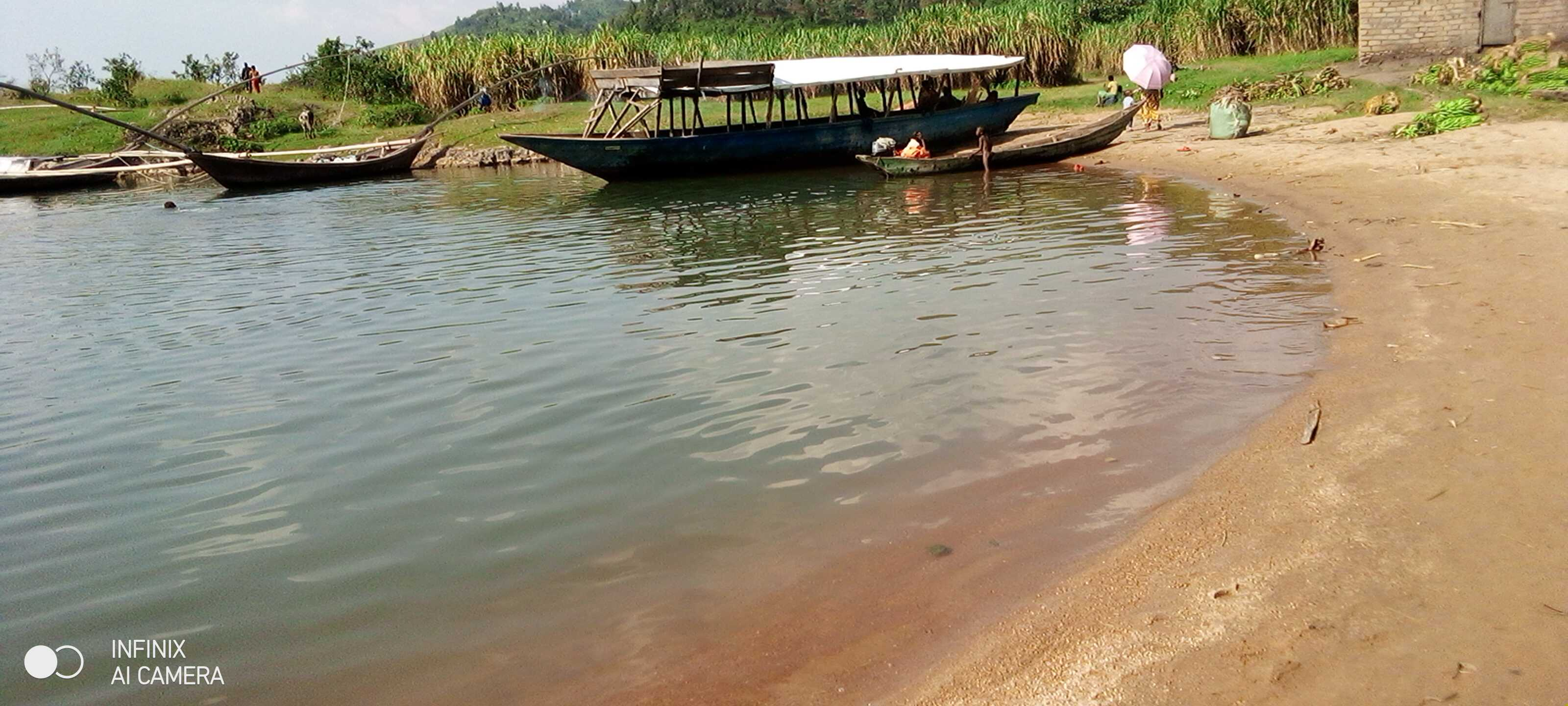
Lago Kivu

Il lago Kivu è uno dei grandi laghi africani, situato sul confine tra la Repubblica Democratica del Congo e il Ruanda, a 1460 m.s.l.m. Ha una superficie di 2700 km². Nelle sue acque sono presenti alcuni isolotti e l'isola Idjwi, che con la sua superficie di 340 km² è la seconda isola lacustre dell'Africa, dopo l'isola Ukerewe nel vicino lago Vittoria.

Ha un emissario, il fiume Ruzizi, che convoglia le sue acque verso sud fino al lago Tanganica.
Il primo europeo a visitare il lago fu il conte tedesco Gustav Adolf von Götzen nel 1894. Nel 1994 il lago divenne tristemente noto per essere uno dei luoghi dove venivano gettati i corpi delle vittime del genocidio ruandese; in tempi più recenti è stato invece citato dai mass media in relazione alla guerra civile nelle regioni del Nord-Kivu e Sud-Kivu in Congo.

## Aspetti caratteristici
Il Kivu è uno dei tre laghi africani, assieme al Nyos e al Monoun in Camerun, in cui si è verificata un'eruzione di tipo limnico. L'analisi della storia geologica del Kivu indica che negli scorsi millenni si sono avuti episodi di estinzione biologica. Non è chiara la causa scatenante di questi fenomeni per il Kivu, ma si sospetta che sia collegata all'attività vulcanica. 
La composizione chimica dei laghi soggetti ad esplosioni limniche è specifica di ogni singolo caso, ma nel caso del Kivu sembra sia legata ad una miscela di anidride carbonica (CO2) e metano, invece della sola CO2 come negli altri due casi. Il metano sembra provenire dalla riduzione microbica della CO2 di origine vulcanica. L'impatto di una eruzione massiccia nel caso del Kivu sarebbe catastrofico, dato che nell'area del suo bacino vivono circa due milioni di persone.
Carotaggi nell'area di Bukavu Bay hanno rivelato nel fondo del lago tre strati intervallati di depositi del raro minerale monoidrocalcite con conglomerati di diatomee, sovrastanti dei sedimenti sapropelici con elevato contenuto di pirite. Si ritiene che i sedimenti sapropelici derivino da scarico idrotermale, mentre le diatomee furono il risultato di una fioritura che ridusse la concentrazione dell'anidride carbonica ad un livello tale da permettere la precipitazione della monoidrocalcite.
Si ipotizza che una sufficiente interazione vulcanica con l'acqua del fondale lacustre caratterizzata da un'elevata concentrazione di gas, potrebbe riscaldare la massa d'acqua, far fuoriuscire il metano e innescare un quasi contemporaneo rilascio di anidride carbonica.
L'anidride carbonica così rilasciata potrebbe portare alla morte per asfissia di un elevato numero di persone nei dintorni del lago, ma anche innescare uno tsunami collegato all'esplosione del gas.